# Geschichte der Stadt Avignon

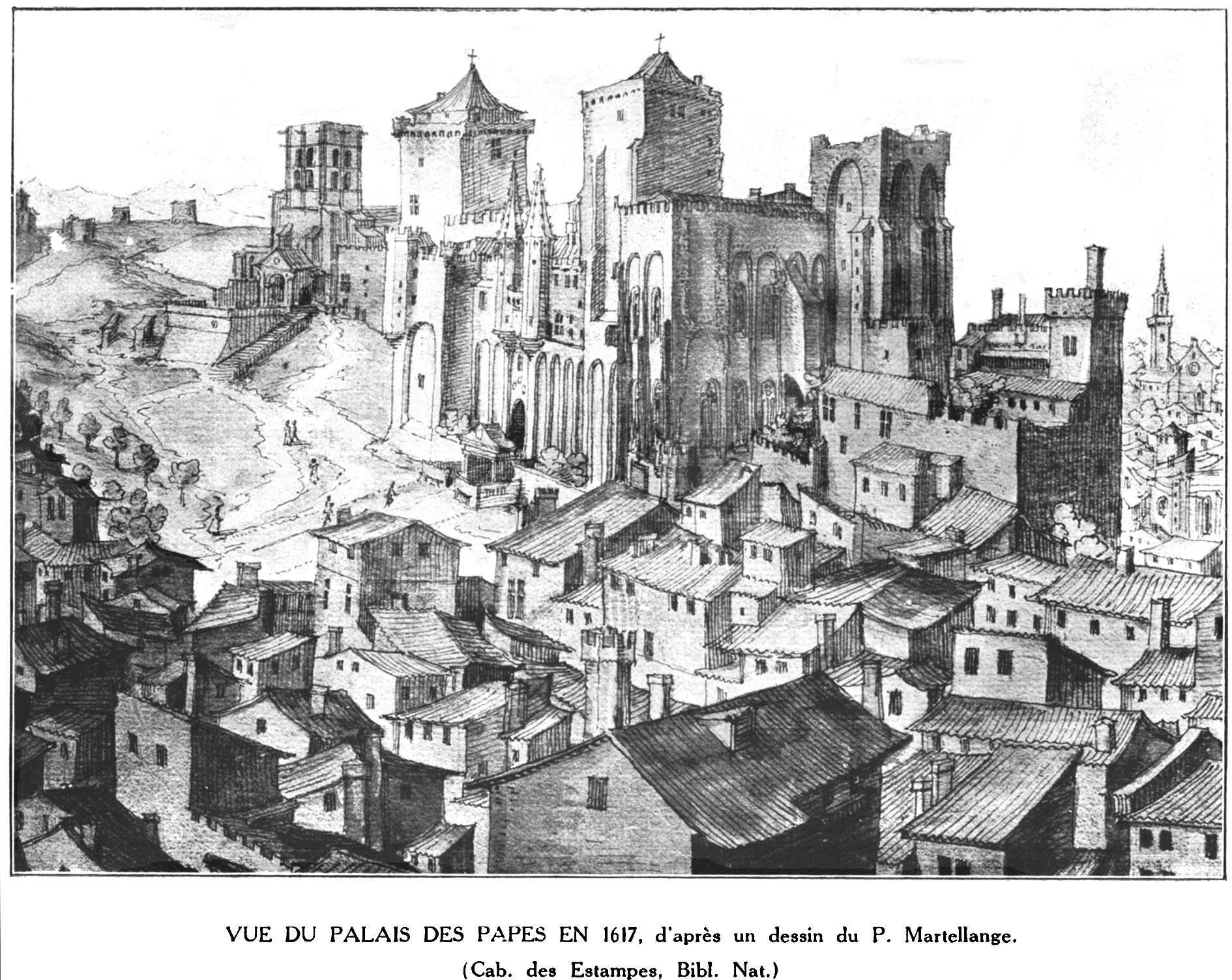
Blick auf den Papstpalast, etwa 1617
(nach einer Zeichnung von Étienne Martellange)

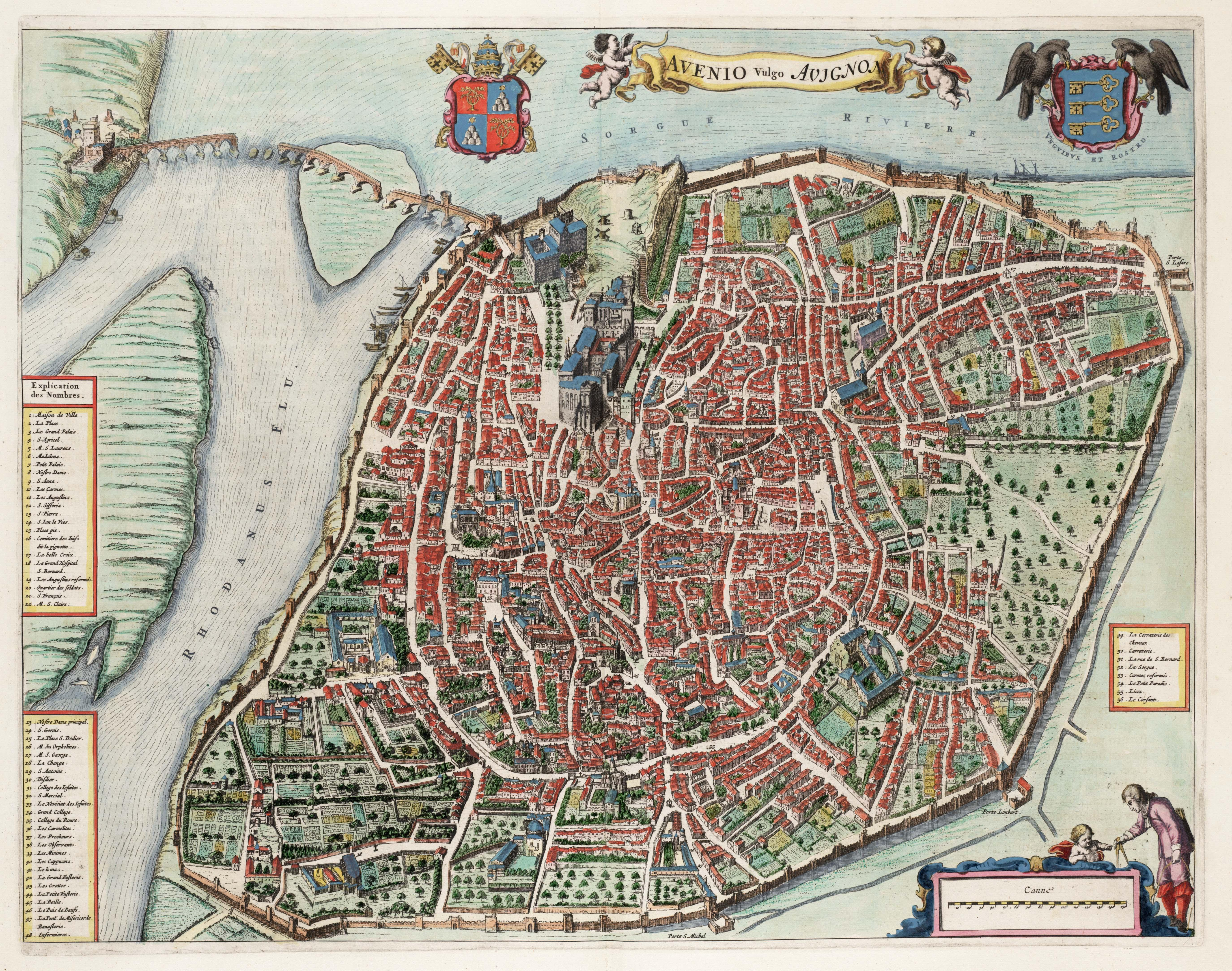
Stadtgebiet um 1649
(aus dem Atlas van Loon)

Die Geschichte der Stadt Avignon umfasst die Entwicklungen auf dem heutigen Gebiet der Stadt Avignon von der ersten Besiedlung bis zur Gegenwart. Sie reicht bis ins Neolithikum zurück. Auf dem steilen Felshügel Rocher des Doms, der als natürlicher Schutzwall diente und vor regelmäßigen Hochwassern der Rhone schützte, entstand in der Antike eine erste keltoligurische Siedlung. Dank der strategisch günstigen Lage am Zusammenfluss von Rhône und Durance gründeten Griechen wenig später einen Handelsstützpunkt namens Avenio. Im Mittelalter stieg Avignon zu einer wichtigen Stadt im Königreich Provence auf. Das vierzehnte Jahrhundert war von besonders hoher Bedeutung, da sich die Päpste für das Exil entschieden und ihren Sitz nach Avignon verlegten. Nach dem Weggang der Päpste blieben die Stadt und die benachbarte Grafschaft Venaissin für viele Jahrhunderte unter Verwaltung eines päpstlichen Gesandten. Während der Französischen Revolution wurde Avignon zur Hauptstadt des Départements Vaucluse.

## Toponymie

### Namensherkunft
Die ältesten Formen des Namens sind durch die Griechen überliefert: Αὐενιὼν Auenion (Stephanos von Byzanz; Strabon 4,1,11), Ἀουεννίων Aouennion (Ptolemaios 2,10). Die römische Bezeichnung Avennĭo Cavarum (Pomponius Mela 2,575, Plinius der Ältere 3,36), übersetzt „Avignon der Kavaren“, macht deutlich, dass Avignon eine von drei Städten des kelto-ligurischen Volksstammes der Kavaren war, zusammen mit Cavaillon und Orange.
Die heutige Toponymie des Namens geht auf eine vor-indoeuropäische Übersetzung ab-ên gefolgt von der Endung -i-ōn(e) zurück. Diese Übersetzung wäre ein Hydronym und ein Oronym, also eine Bezeichnung für einen Ort, der an einem Fluss liegt (Rhône), oder möglicherweise auch an einem Gelände (Rocher-des-Doms).
Das griechische Auenion wurde im ersten Jahrhundert als Avennĭo (oder Avēnĭo), -ōnis latinisiert, um sich dann im klassisch Okzitanischem als Avinhon zu schreiben, oder Avignoun in der mistralischen Schreibung. Die Einwohner nennen sich auf Okzitanisch oder Provenzalisch avinhonencs oder avignounen.

### Präpositionsstreit
In Frankreich gibt es eine Kontroverse, ob man den Ausdruck „in Avignon“ mit „à Avignon“ oder „en Avignon“ übersetzt. Normalerweise wird im Französischen für Städte die Präposition à benutzt, en hingegen nur für weibliche Ländernamen („en France“) oder Länder, die mit einem Vokal beginnen („en Iran“). Die Internetseite der Stadt von Avignon empfiehlt die Verwendung von à, wenn man von der Stadt im strengeren Sinne spricht.
Einige behaupten gleichzeitig, dass es eine Konvention in der französischen Sprache geben würde, die es einem erlaubt eine Örtlichkeit innerhalb von Avignon mit en anstelle von à zu bezeichnen und auch die Académie française lehnt diese Verwendung nicht grundsätzlich ab.
Für die Herkunft von en gibt es zwei Erklärungen:
- Linguistik und Literatur: Die okzitanische Sprache lässt keine Lücke zwischen zwei Vokalen zu.[8] Deshalb spricht man im Provenzalischen (einem Dialekt des Okzitanischen) von an Avinhon[9], à-n-Avignoun[10], wie an Arle, à-n-Arle, aber auch as Aiz, a-z-Ais (à Aix). Frédéric Mistral führt außerdem en Avignoun[10] auf. Diese Besonderheit müsste die französische Sprache örtlich beeinflusst haben, wie auch eine Vielzahl anderer Beispiele zeigt (im Franzitanischen[11]).
- Historisch: Die Redewendung en Avignon weist auf den Kirchenstaat von Avignon hin[12], der noch bis 1791[13] existiert hat. Man war wohnhaft en Avignon so wie man auch en Provence residieren konnte.

Die Verwendung des Ausdrucks en Avignon ist in der Bevölkerung und der Presse auf nationaler Ebene weiterhin verbreitet, scheint aber allmählich zurückzugehen.

### Weitere Orte mit Avignon als Namensbestandteil
Insgesamt acht weitere französische Orte haben Avignon als Namensbestandteil, darunter vier in Avignons unmittelbarer Umgebung: Cabrières-d’Avignon, Morières-lès-Avignon, Saint-Saturnin-lès-Avignon (alle Département Vaucluse) und Villeneuve-lès-Avignon. Darüber hinaus existieren die Gemeinden Avignon-lès-Saint-Claude (Département Jura) und die Gemeinden Avignonet (Département Isère), Avignonet-Lauragais (Département Haute-Garonne) und Chavignon (Département Aisne).

## Vor- und Frühgeschichte
Die Gegend von Avignon wurde bereits im Neolithikum besiedelt, wie Ausgrabungen am Rocher-des-Doms und im Quartier de la Balance gezeigt haben.
Ausgrabungen am nördlichen Teil vom Rocher-des-Dom unter Leitung von Sylvain Gagnière haben Anfang der 1960er eine kleine anthropomorphe Stele (Höhe: 20 cm) zutage gefördert, die eine „Begräbnisstele“ darstellt. Sie zeigt auf der Vorderseite eine stilisierte menschliche Figur und auf der Rückseite eine Sonnendarstellung, was eine einzigartige Entdeckung für diesen Stelentyp darstellt.
Im Vergleich zu identischen Sonnenfiguren zeigt diese Stele den „ersten Avignonesen“ und wird innerhalb einer Zeitspanne eingeordnet, die sich zwischen der Kupfersteinzeit und der Frühbronzezeit erstreckt und dem meridionalem Chalkolithikum entspricht.
Weitere Funde waren zwei aus grünem Gestein geschliffene Äxte, ein für die Pasteurs des plateaux („Hirten der Hochebene“) typisches Steingerät, einige chalkolithische Schmuckobjekte und Überreste von einheimischen oder importierten (ionisch und phokäisch) Hallstatt-Töpferwaren.

## Antike

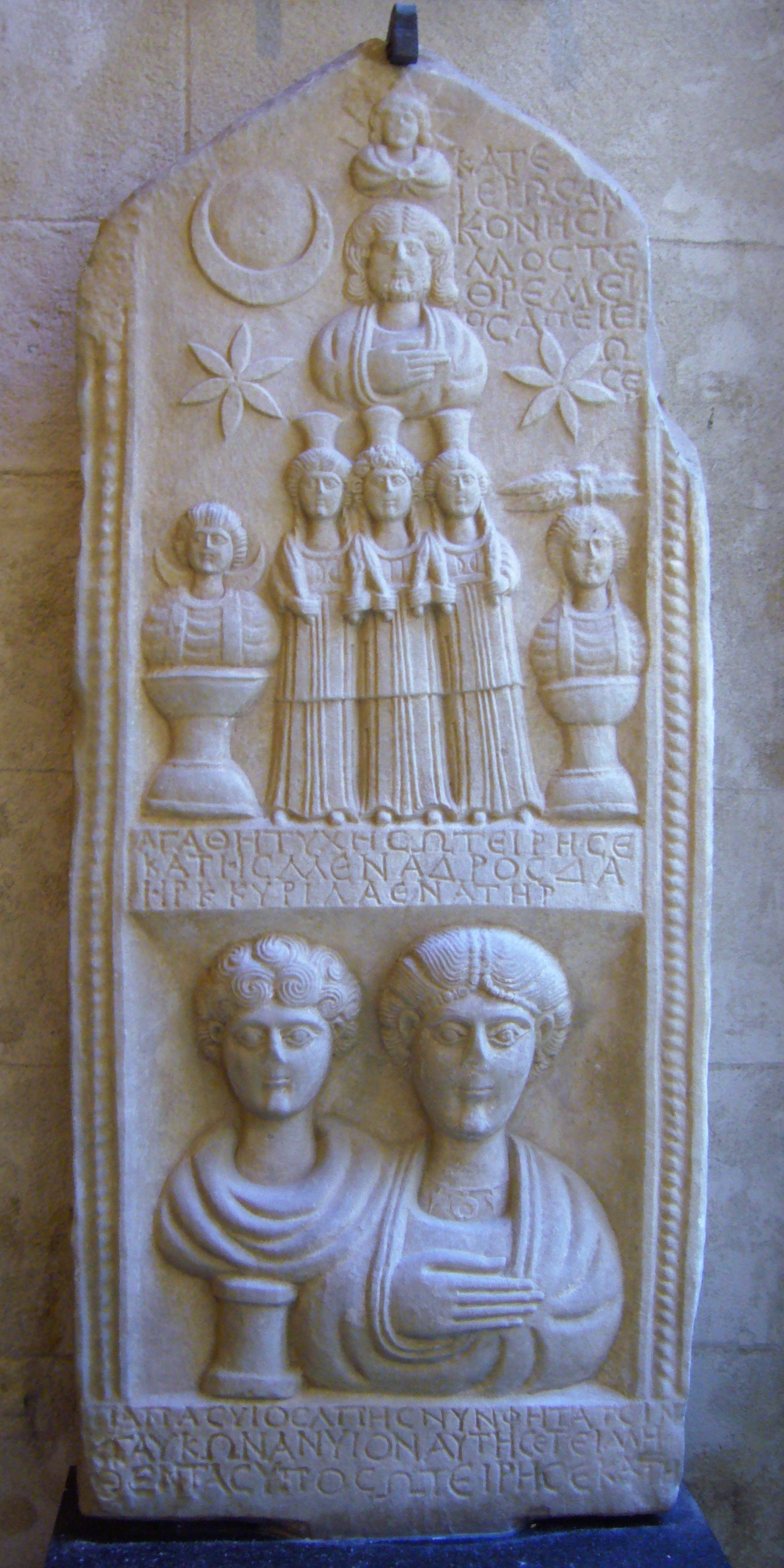
Griechische Stele aus Avignon, Lapidarium Museum.

Der Name der Stadt reicht ungefähr bis ins 4. Jahrhundert v. Chr. zurück. Die erste Erwähnung Avignons (Aouen(n)ion) erfolgte durch Artemidor von Ephesos. Sein geographisches Werk ging zwar verloren, ist jedoch durch eine Kurzfassung des Markian von Herakleia bekannt geblieben und durch das geographische Lexikon Ethnika des Stephanos von Byzanz, der sich auf diese Schrift stützt. Er nennt dort: 

„Stadt von Massalia, nahe der Rhône, der volkstümliche Name lautet Avenionsios (Avenionensis) nach der lokalen Bezeichnung (in Latein) und Auenionitès gemäß dem griechischen Ausdruck.“

 Dieses Toponym hat zwei Deutungen: „Stadt des starken Windes“ oder noch wahrscheinlicher „Herr des Flusses“. Die anderen Quellen führen seinen Ursprung auf das gallische mignon (Sumpf/Moor) und den keltischen bestimmten Artikel zurück.
Die Stadt wurde gegen 539 v. Chr. als griechisches Emporion durch die Phokäer von Marseille gegründet. Die Massalioten begannen im Laufe des 4. Jahrhunderts v. Chr. Bündnisverträge mit einigen Städten des Rhônetals wie Avignon und Cavaillon zu unterzeichnen. Ein Jahrhundert später gehörte Avignon zur „Region der Massalioten“ oder zum „Land von Massalia“.

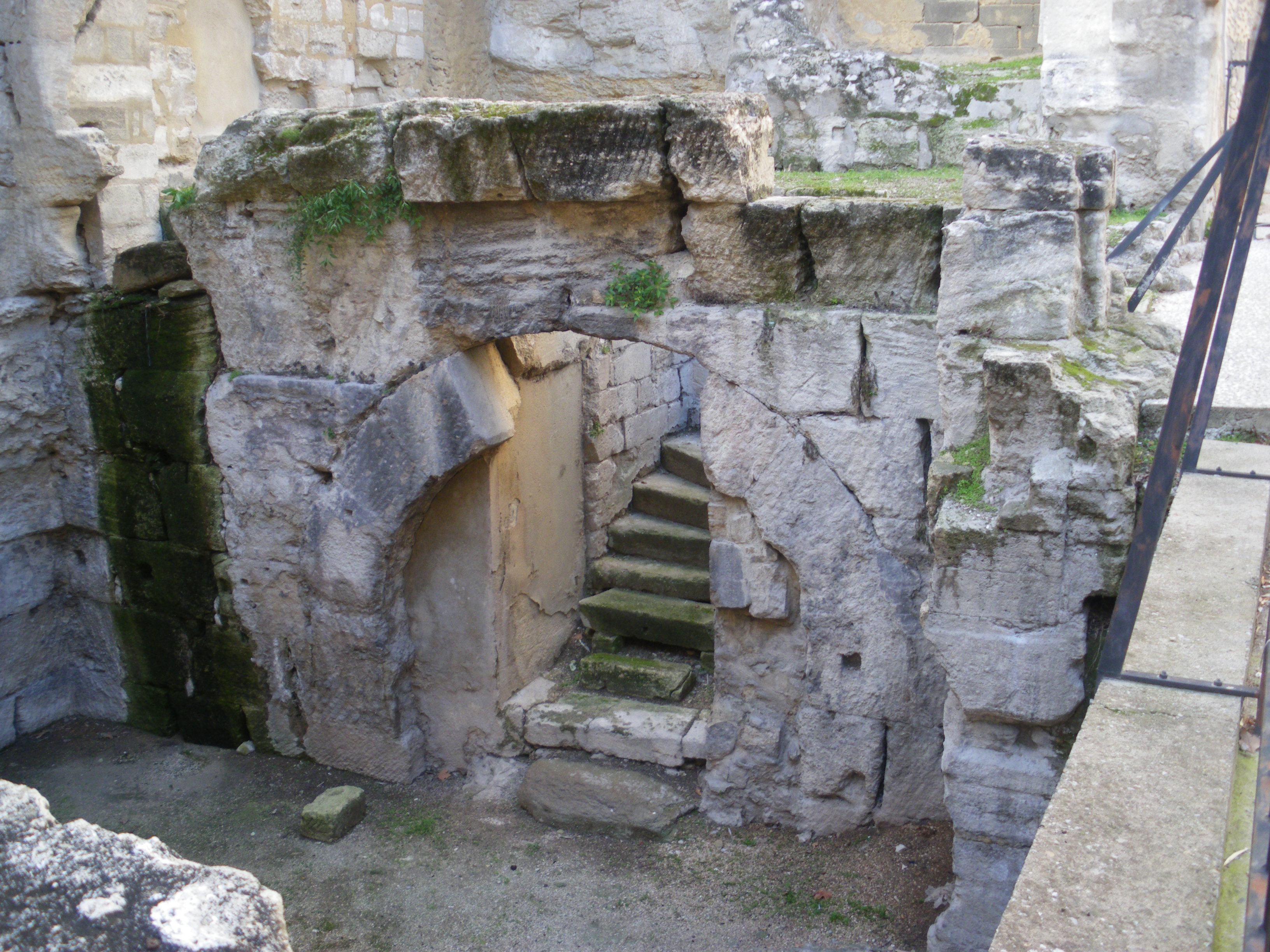
Römische Überreste des 1. Jahrhunderts, hinter dem Papstpalast.

Befestigt auf ihrem Fels war die Stadt für lange Zeit Hauptstadt der Kavaren. Nach Ankunft der römischen Legion um 120 v. Chr. verbündeten sich die mit den Massalioten alliierten Kavaren mit den Römern. Unter der Vorherrschaft des römischen Reiches wechselte der Name von Aouenion zu Avennio. Die Stadt wurde zunächst Teil der Gallia Narbonensis (118 v. Chr.), dann Teil von Viennensis II. Avignon blieb bis zur Eroberung durch die römischen Feldherren Gaius Trebonius und Decimus Iunius Brutus Bündnispartner von Marseille. 49 v. Chr. wurde Avignon eine Stadt des römischen Rechts und 43 v. Chr. erwarb sie den Status einer lateinischen Kolonie. Pomponius Mela zählte sie zu den blühendsten Städten der Provinz.
Im Laufe der Jahre 121 und 122 hielt sich Kaiser Hadrian in der Provincia auf, wo er Vaison, Orange, Apt und Avignon besuchte. Avignon gewährte er den Status einer römischen Kolonie („Colonia Julia Hadriana Avenio“) und die Bürger ließen sich in die Tribus einschreiben.
Nach der Durchreise von Maximianus Herculius, der gegen die Bagauden kämpfte, wurde eine erste hölzerne Brücke über die Rhône gebaut und Avignon auf deren rechten Ufer vereinigt. Die Brücke konnte mittels Dendrochronologie ins Jahr 290 datiert werden. Im 3. Jahrhundert n. Chr. existierte eine kleine christliche Gemeinde außerhalb der Stadtmauern, die als Vorläufer der Abtei Saint-Ruf gilt.

## Frühmittelalter
Wann es genau zur Christianisierung der Stadt kam, ist ungewiss. Sicher ist, dass der erste historische Bischof von Avignon, Nectarius (Julius), am 29. November 439 an einem regionalen Konzil in der Kathedrale von Riez teilnahm, bei dem die dreizehn Bischöfe der drei Provinzen von Arles anwesend waren.
Im November 441 nahm Nectarius von Avignon in Begleitung seines Diakons Fontidius am Ersten Konzil von Orange teil. In der von Hilarius von Arles einberufenen und geleiteten Versammlung legten die Konzilsväter das Asylrecht fest. Im Jahr darauf beteiligte er sich in Begleitung seiner Lektoren Fonteius und Saturninus am ersten Konzil von Vaison, bei dem siebzehn Bischöfe aus den sogenannten „Sieben Provinzen“ (Dioecesis Septem Provinciarum) teilnahmen. Nectarius verstarb im Jahr 455.

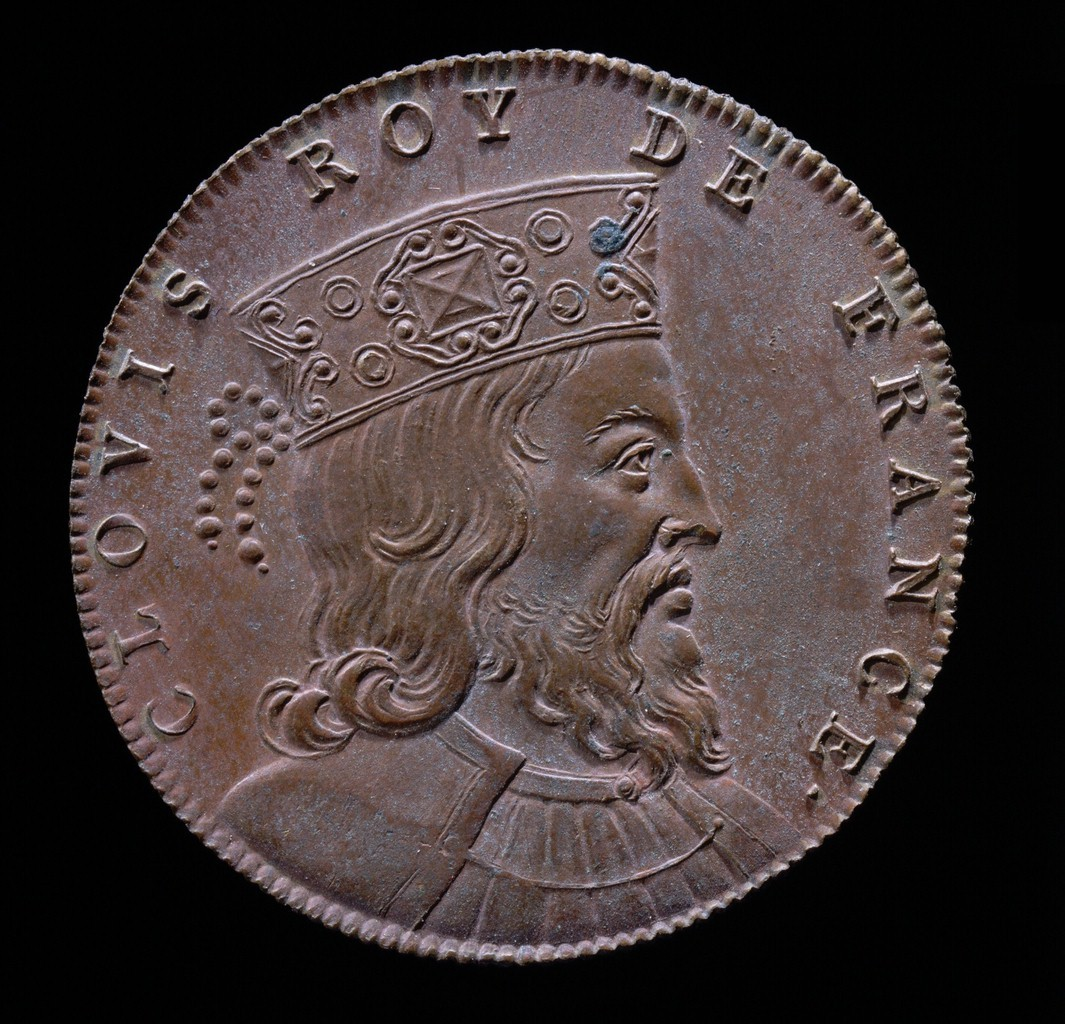
Chlodwig I., König der Franken, belagerte im Jahr 500 Avignon.

Als die Völkerwanderung begann, blieben auch die Städte im Rhônetal nicht verschont. Im Jahr 472 wurde Avignon von den Burgundern geplündert und darauffolgend von Patiens, dem alten Lyon, mit Nahrungsmitteln versorgt.
500 griff der König der Franken, Chlodwig I., den Burgunderkönig Gundobad an. Dieser wurde beschuldigt, den Vater seiner Ehefrau Chlothilde ermordet zu haben. Geschlagen verließ er Lyon und flüchtete sich nach Avignon, das von Chlodwig anschließend belagert wurde. Gregor von Tours meldet, dass der Frankenkönig die Felder verwüstete, die Weinreben zerschnitt, die Olivenbäume fällte und die Obstgärten plünderte. Der Burgunder konnte durch das Einschreiten des römischen Generals Aredius gerettet werden. Er hatte an seinen Helfer gegen die „fränkischen Barbaren“ appelliert, die das Land verwüsten würden.
536 folgte Avignon dem Schicksal der Provence, die durch den neuen ostgotischen König Vitiges an die Merowinger abgetreten wurde. Chlothar I. annektierte Avignon, Orange, Carpentras und Gap, Childebert I. Arles und Marseille, Theudebert I. Aix, Apt, Digne und Glandevès. Kaiser Justinian I. in Konstantinopel billigte diese Abtretung.
Trotz der Völkerwanderung blühte das geistige Leben an der Rhône weiterhin. Gregor von Tours bemerkt, dass nach dem Tod des Bischofs Antoninus 561 der Pariser Abt Dommole bei Chlothar I. den Bischofsvorsitz von Avignon ablehnte, da er überzeugt war „dass es zu anstrengend wäre, inmitten von sophistischen Senatoren und philosophischen Richtern zu sein“.
Das siebte und achte Jahrhundert waren die dunkelsten der avignonesischen Geschichte. Die Stadt fiel 612 dem fränkischen König Theuderich II. (Theudericus) zum Opfer. 650 weist das Konzil von Chalon-sur-Saône auf eine letzte bischöfliche Teilnahme von provenzalen Diözesen hin. Für die folgenden 205 Jahre gab es keinen Bischof mehr in Avignon, den letzten bekannten Titel trug Agricola von Avignon.
Anfang des achten Jahrhunderts drangen muslimische Armeen im Zuge der islamischen Expansion über die Pyrenäen und eroberten zahlreiche Gebiete, darunter auch 734 die Stadt Avignon. Karl Martell, der bereits 732 eine siegreiche Kampagne gegen die arabischen Truppen führte, schickte 736 seinen Bruder Childebrand in den Süden, um die Stadt zu belagern. 737 erschien Martell selbst mit Verstärkung. Die Stadt wurde während der Schlacht bei Avignon von den fränkischen Truppen eingenommen und bis auf die Grundmauern niedergebrannt. Martells Armee zog danach weiter über die Rhône zur Belagerung der Stadt Narbonne.
879 kam es zur Aufstellung einer zentralen Regierung. Der Bischof von Avignon, Ratfred, begab sich mit anderen provenzalen Kollegen aufs Placitum von Mantaille in der Grafschaft Vienne, wo man Boso von Vienne zum König der Provence wählte.
Die Rhône konnte wieder überschritten werden, da 890 ein Teil der antiken Brücke von Avignon restauriert wurde. Im selben Jahr folgte Ludwig III. seinem Vater Boso auf den Thron. Seine Wahl fand am Placitum von Varennes nahe Mâcon statt. Sein tatkräftigster Unterstützer Teutbert übernahm die Grafschaft von Apt. Mit dem Titel eines „Generalgouverneurs der gesamten Grafschaft von Arles und der Provence“ waltete er 896 als Bevollmächtigter des Königs in Avignon, Arles und Marseilles. Auf seine Bitte hin schenkte Ludwig III. dem Priester Rigmond von Avignon zwei Jahre später die Ortschaft Bédarrides.
Am 19. Oktober 907 gab der später erblindete Kaiser Ludwig dem Avignoner Bischof Remigius eine Insel auf der Rhône zurück. Die dazugehörige Urkunde erwähnt zum ersten Mal eine für Maria gewidmete Kirche.
Nach der Festnahme und Hinrichtung seines Cousins ging Ludwig III. 905 ins Exil nach Italien. Hugo von Arles wurde sein persönlicher Berater und Regent und übte den größten Teil seiner Vorrechte im Königreich Provence aus. Als Ludwig III. ihm 911 die Titel „duc de Provence“ und „marquis de la Viennoise“ verlieh, verließ Hugo Vienne. Er ließ sich in der Stadt Arles nieder, die der ursprüngliche Sitz seiner Familie war und machte sie zur neuen Hauptstadt der Provence.
Am 2. Mai 916 gab Ludwig der Blinde die Kirchen von Saint-Ruf und Saint-Géniès der Diözese von Avignon zurück. Am selben Tag überprüfte der Bischof Fulcherius diese zugunsten seiner Kanoniker und der zwei Kirchen Notre-Dame und Saint-Étienne, aus denen die Kathedrale von Avignon hervorging.
Ein wichtiges politisches Ereignis fand 934 statt, als die Königreiche von Provence und Hochburgund wiedervereinigt wurden. Diese Vereinigung bildete das Königreich Arelat, in dem Avignon eine der stärksten Städte wurde.
Ende des 9. Jahrhunderts richteten die spanischen Mauren eine militärische Basis in Fraxinet ein und führten von dort aus fast während des gesamten 10. Jahrhunderts Plünderungszüge durch die Alpen durch.
In der Nacht vom 21. auf den 22. Juli 972 entführten sie Dom Mayeul, den Abt von Cluny, der gerade aus Rom zurückkehrte. Nachdem man ein Lösegeld von 1000 Pfund – eine enorme Summe für die damalige Zeit – auszahlte, wurde Mayeul Mitte August befreit und kehrte im September nach Cluny zurück.

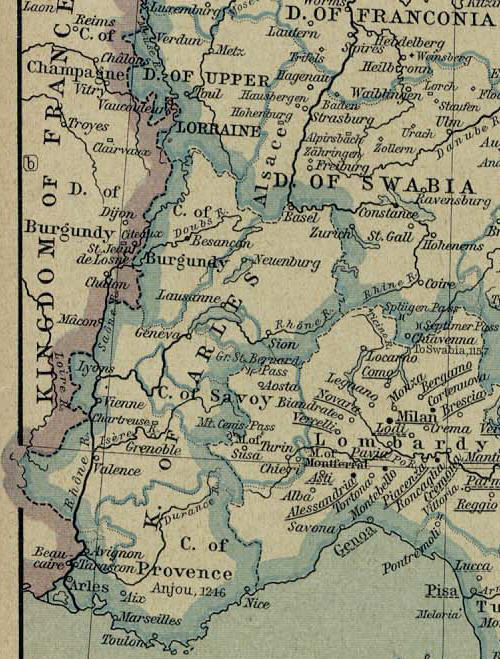
Karte des Königreichs von Arles, das 1032 ans Heilige Römische Reich angegliedert wurde.

Im September 973 mobilisierten Guillaume und sein älterer Bruder Roubaud, beide Söhne des Grafen von Avignon Boson II., im Namen von Dom Mayeul den gesamten Adel der Provence. Mit Hilfe von Arduin jagten die provenzalen Truppen, nach zwei Wochen der Belagerung, die Sarazenen in ihren Verstecken von Fraxinet und Ramatuelle, sowie in Peirimpi nahe Noyers, im Tal des Jabron. Guillaume und Roubaud erhielten dort ihre Titel als Grafen der Provence.
Während 976 Bermond, der Schwager von Eyric, zum Vizegraf von Avignon durch den Burgunderkönig Konrad III. ernannt wurde, berichtet das Chartular von Notre-Dame-des-Doms für den 1. April, dass der Bischof Landry den Kanonikern von Saint-Étienne ihre Rechte zurückgab, die er sich vorher unrechtmäßig angeeignet hatte. Er überließ ihnen eine Mühle und zwei Häuser, die er nach ihrem Wunsch an der Stelle des heutigen Tour de Trouillas des Papstpalastes erbauen ließ. 980 wurden diese Kanoniker vom Bischof Garnier als Domkapitel eingesetzt.
994 erreichte Dom Mayeul Avignon, wo er seinem Freund Guillaume bei dessen Tod Beistand leistete. Der Graf besaß als Nachfolger einen Sohn, der zusammen mit seinem Onkel Roubaud unter dem Namen Guillaume II. regierte. Aber die Gemeinde von Avignon organisierte sich gegenüber der gräflichen und bischöflichen Macht. Gegen das Jahr 1000 gab es bereits einen Prokonsul Béranger, der zusammen mit seiner Gattin Gilberte eine Abtei am „Castrum Caneto“ gründete.
1032 wurde das Königreich von Arles an das Heilige Römische Reich angegliedert. Die Rhône wurde von nun an zur Grenze, die nur über die alte Brücke von Avignon überquert werden konnte. Einige Avignonesen benutzen immer noch die Ausdrücke Terre d'Empire („Boden des Kaiserreiches“) um das avignonesische Ufer zu bezeichnen und Terre du Royaume („Boden des Königreiches“) für das Ufer von Villeneuve, das im Besitz des Königs von Frankreich war.

## Hochmittelalter

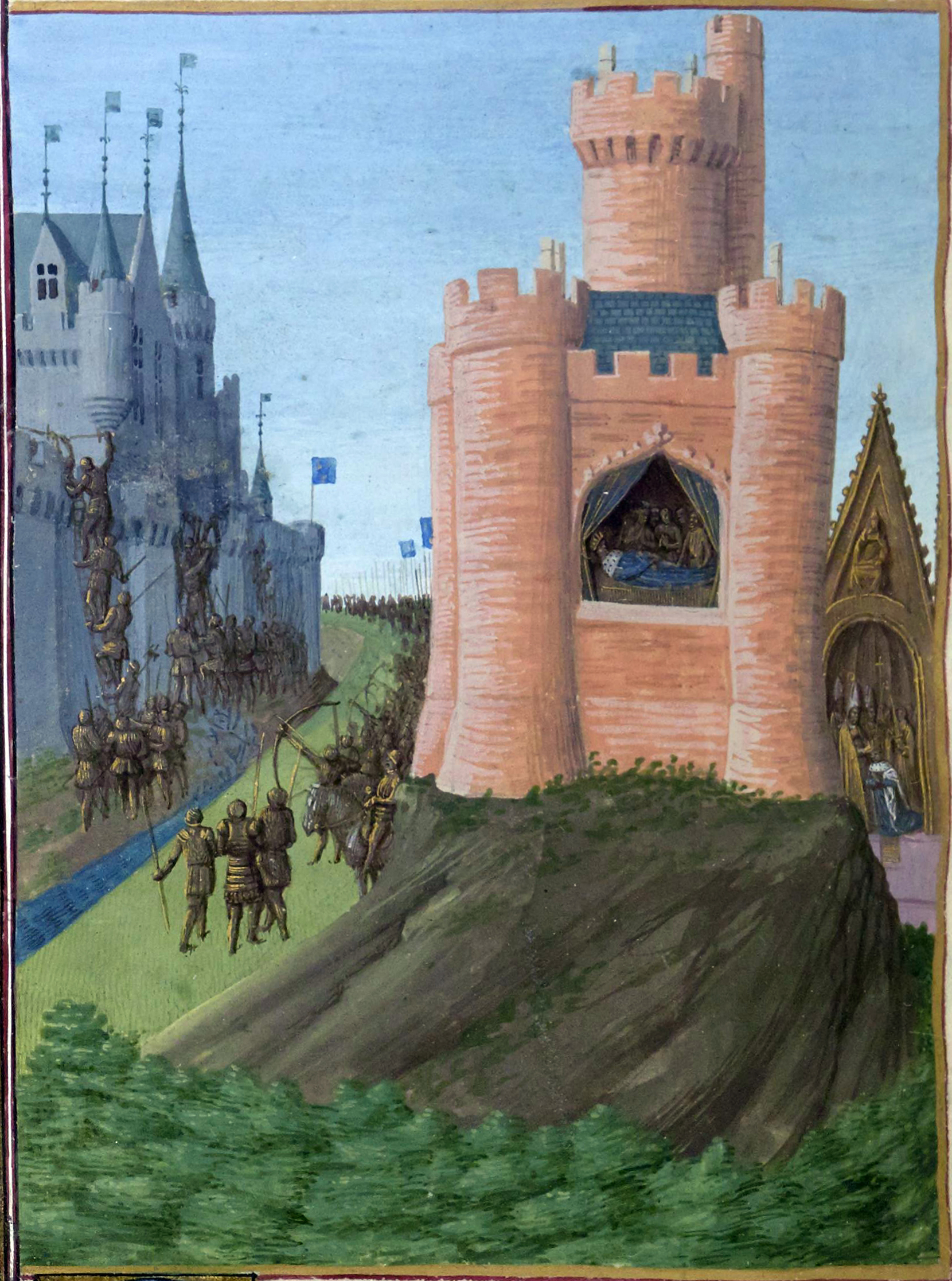
Belagerung von Avignon 1226 (links), Tod von Ludwig VIII. und Krönung von Ludwig IX. (rechts).

Nach der Teilung des Karolingischen Reiches stand Avignon, das zum Königreich von Arles und Burgund gehörte, unter der Herrschaft der Grafen von Provence und Forcalquier, danach von den Grafen aus Toulouse und der Provence.
Unter der Lehnsherrschaft dieser Grafen wurde die Stadt mit einer autonomen Verwaltung ausgestattet (Errichtung eines Konsulats 1129, zwei Jahre vor dem Nachbarn Arles).
1209 fand ein Konzil in Avignon statt, das eine zweite Exkommunikation von Raimund VI. von Toulouse zur Folge hatte.
Zur Zeit der Albigenserkriege wurde die Stadt durch Raimund VII. von Toulouse, dem Grafen von Toulouse, belagert und am 9. September 1226 durch König Ludwig VIII. eingenommen.
Ende September wurde Avignon, wenige Tage nach der Übergabe der Stadt an die Truppen von König Ludwig VIII., von Überschwemmungen heimgesucht.
1249 errichtete die Stadt nach dem Tod von Raimund VII., dessen Erben an den Kreuzzügen teilnahmen, eine Republik.
1251 wurde sie jedoch gezwungen, sich den beiden Brüdern von Ludwig IX., Alfons von Poitiers und Karl I. von Anjou, zu unterwerfen. Nach dem Tod von Alfons 1271, erbte Philipp III. seinen Teil von Avignon und übertrug ihn 1285 an seinen Sohn Philipp den Schönen. Dieser überließ ihn 1290 an Karl II. von Anjou, der seitdem einziger Eigentümer der gesamten Stadt blieb.

## Papsttum von Avignon

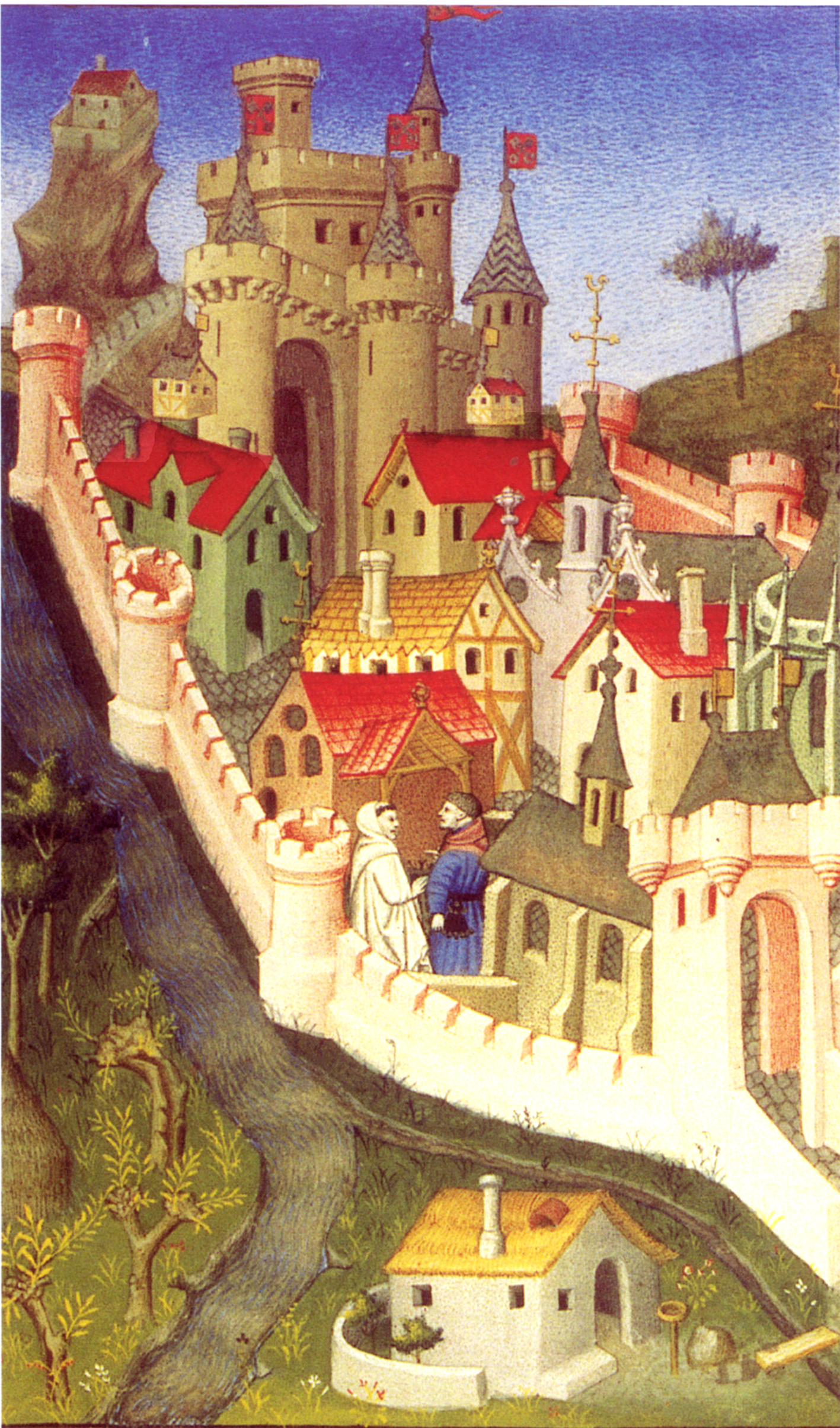
Der Papstpalast und die Stadt von Avignon, Miniaturmalerei von Boucicaut-Meister zu Beginn des 15. Jahrhunderts,
Bibliothèque nationale de France.

1309 wurde Avignon unter Papst Clemens V., zur Zeit des Konzils von Vienne, päpstliche Residenz. Sein Nachfolger Johannes XXII., ein ehemaliger Bischof der Diözese von Avignon, machte diese zur Hauptstadt des Christentums und baute seinen ehemaligen Palast zum ersten Papstpalast um. Darauf folgten Benedikt XII., der den Alten Palast erbauen ließ und Clemens VI., der gleich darauf den Neuen Palast errichtete. Dieser kaufte die Stadt am 9. Juni 1348 von Johanna I. von Aragon, der Königin von Neapel und Gräfin der Provence. Innozenz VI. ließ die Stadtmauer zu einer befestigten Ringmauer ausbauen. Seine zwei Nachfolger Urban V. und Gregor XI. hatten den Wunsch nach Rom zurückzukehren, was dem Letzteren auch gelang. Jedoch führte der frühzeitige Tod des siebten Papstes von Avignon zur Auslösung des Großen Abendländischen Schismas, so dass Clemens VII. und Benedikt XIII. erneut in Avignon herrschten. Insgesamt gab es folglich neun Päpste, die sich im Papstpalast abwechselten und diesen im Laufe ihres Pontifikats ausbauten.
Unter ihrer Herrschaft blühte der Hofstaat auf, der zahlreiche Händler, Maler, Bildhauer und Musiker anzog. Der Palast war das bemerkenswerteste Gebäude der Internationalen Gotik. Seine Konstruktion und Ornamentierung war die gemeinsame Arbeit der besten Architekten Frankreichs, Pierre Peysson und Jean du Louvres, genannt die Loubières, und den größten Freskenmalern der Schule von Siena, Simone Martini und Matteo Giovannetti.
Die päpstliche Bibliothek von Avignon war im 14. Jahrhundert mit zweitausend Büchern die größte Europas. Sie brachte eine Gruppe von Klerikern hervor, die sich insbesondere für Belles Lettres (Schöne Literatur) begeisterten. Aus dieser ging auch der Mitbegründer des Humanismus Petrarca hervor. Wohingegen die clementinische Kapelle, genannt Grand Chapelle, Komponisten, Sänger und Musiker anzog, darunter Guillaume de Machaut und Philippe de Vitry. Auch Johannes Ciconia kam für seine Studien hierher.
Urban V. traf als erster die Entscheidung nach Rom zurückzukehren, chaotische Zustände und verschiedene Konflikte verhinderten jedoch, dass er dort blieb. Er starb sehr vorzeitig nach seiner Rückkehr an die Rhône.
Sein Nachfolger Gregor XI. beschloss seinerseits nach Rom zu ziehen und beendete damit die erste Papsttum-Phase von Avignon. Nach der Rückverlegung des Papstsitzes 1377 durch Gregor XI. wurde Avignon kurzzeitig von einem Legaten verwaltet. Während des Großen Schismas (1379–1411) kehrten die Päpste wieder zurück. Danach wurde die Stadt erneut von einem Legaten verwaltet, den ab 1542 ein Vizelegat assistierte.

## Frühe Neuzeit
Nach dem Tod des Erzbischofs von Arles, Philippe de Lévis (1475), reduzierte Papst Sixtus IV. aus Rom die Diözese von Arles: er löste die Diözese Avignon aus der Provinz von Arles, errichtete ein Erzbistum und ordnete diesem die Bistümer von Carpentras, Cavaillon und Vaison-la-Romaine unter.
Der Baron des Adrets belagerte die Stadt 1562, um sich für das Massaker von Orange zu rächen.
Karl IX. durchquerte die Stadt auf seiner königlichen Grand Tour durch Frankreich (1564–1566), begleitet von seinem Hofstaat und den großen Leuten des Königreichs: seinen Bruder Heinrich III., Heinrich von Navarra, sowie den Kardinälen von Bourbon und Lothringen, Charles de Bourbon und Charles de Lorraine-Guise. Der Hof hielt sich dort drei Wochen lang auf.
1618 ging Kardinal Richelieu ins Exil nach Avignon.
Die Stadt empfing 1607 den Besuch von Vincent de Paul und 1622 den von François de Sales.
1691 wurde das Legatsamt aufgehoben und der Vizelegat regierte von nun an alleine die Stadt. In der Folge blieb Avignon bis zur Französischen Revolution päpstlicher Besitz.
Zu Beginn des 18. Jahrhunderts waren die Straßen von Avignon stets eng und gewunden, die Gebäude veränderten sich aber und die neuen Häuser ersetzten Stück für Stück die alten Stadthäuser. Um die Stadt herum entstanden Anbaugebiete für Maulbeeren, Obstgärten und Weideland.

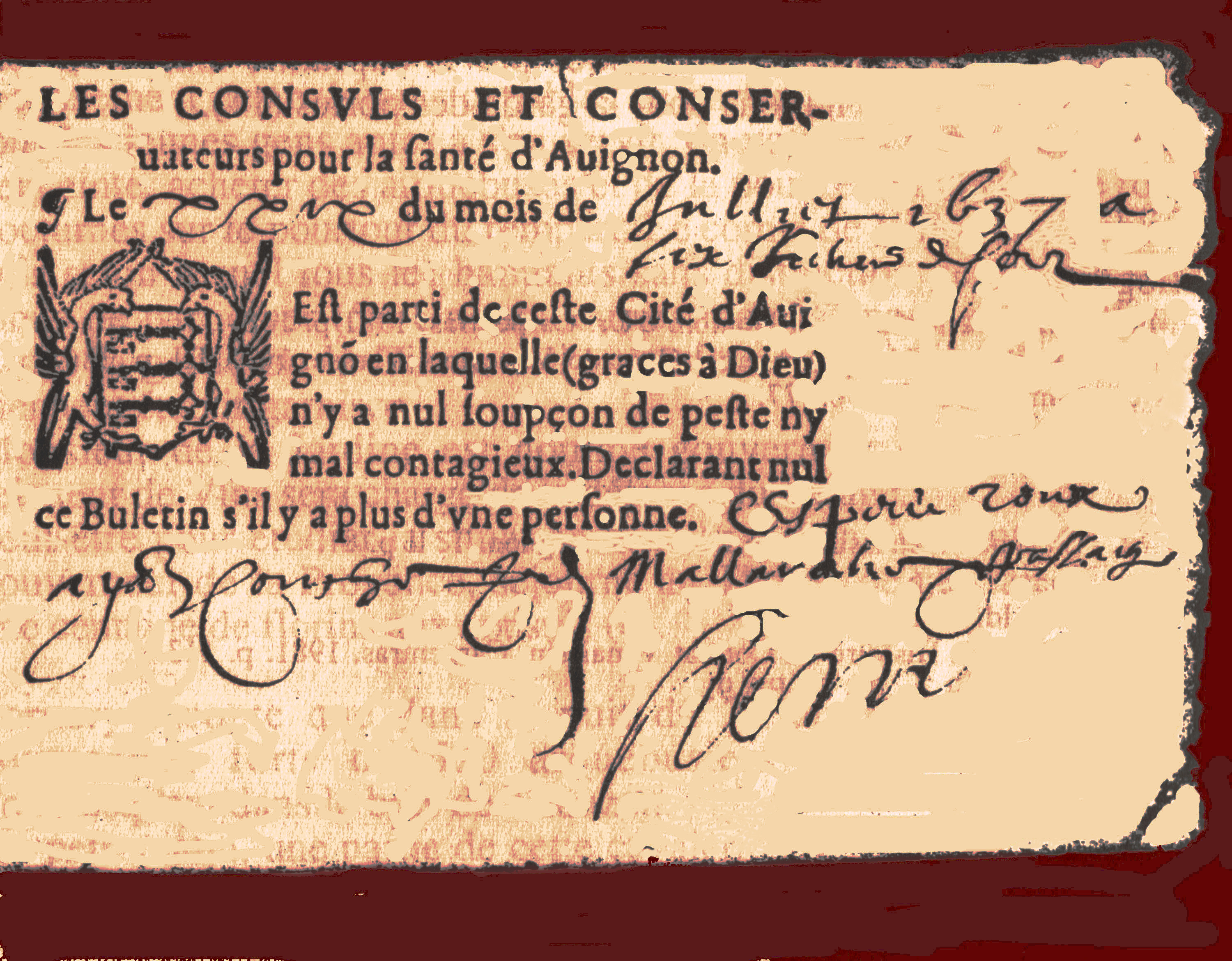
Pestbrief der Stadt von 1637

1721 kam es zum Ausbruch einer Großen Pest, die die 24.000 Einwohner zählende Stadt auf ein Viertel ihrer Bevölkerung dezimierte.
Am 2. Januar 1733 gründete François Morénas die Zeitung Courrier d’Avignon, deren Name im Laufe der Zeit und der Verbote variierte. Veröffentlicht in der päpstlichen Enklave, außerhalb des Königreichs von Frankreich nahe Monaco, konnte sich die Zeitung dem Kontrollsystem der französischen Presse entziehen, musste jedoch die autoritäre Aufsicht des Pontifikats ertragen. Der Courrier d’Avignon erschien von 1733 bis 1793 mit zwei Unterbrechungen, einmal zwischen dem Juni 1768 und August 1769 aufgrund der französischen Annexion von Avignon, und das andere Mal zwischen dem 30. November 1790 und dem 24. Mai 1791.

### Bußbruderschaften
Alphonse Rastoul bemerkte in seinem 1836 erschienenen Tableau d’Avignon, dass die Prozession der Büßer das Hauptereignis der Stadt war und „dass es dergleichen nirgendwo sonst in Frankreich gab“. Die „Grauen Büßer“ waren die ersten in einer langen Folge von avignonesischen Bußbruderschaften. Darauf folgten die „Schwarzen Büßer“, die 1488 von einer Gruppe florentinischer Adliger gegründet wurden, die „Weißen Büßer“, eine 1527 durch dreizehn Avignonesen gegründete Bruderschaft und die „Blauen Büßer“, die 1557 aus Abspaltungen der anderen Bruderschaften hervorgingen. Am Ende des 16. Jahrhunderts wurden die „Schwarzen Büßer der Barmherzigkeit“ gebildet. Die Bewegung wurde mit der Stiftung der „Violetten Büßer“ fortgesetzt (1622), gefolgt von den „Roten Büßern“ (1700). Die Französische Revolution stoppte die Gründung neuer Vereinigungen.

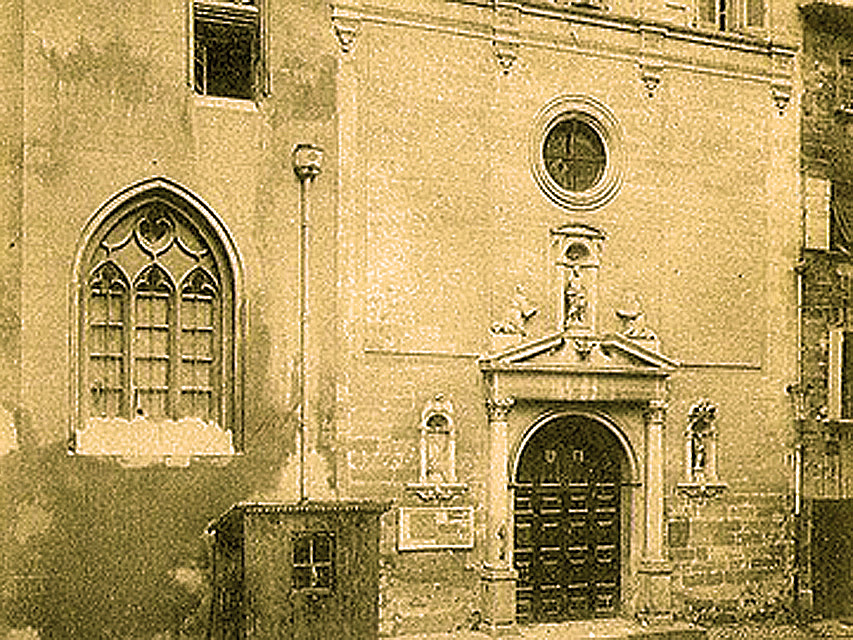
Kirche der Weißen Büßer, auch Notre-Dame de la Principale genannt
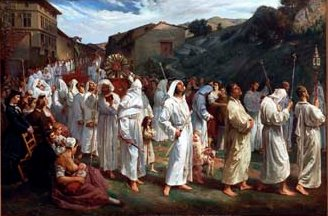
Prozession der Weißen Büßer von Pierre Grivolas
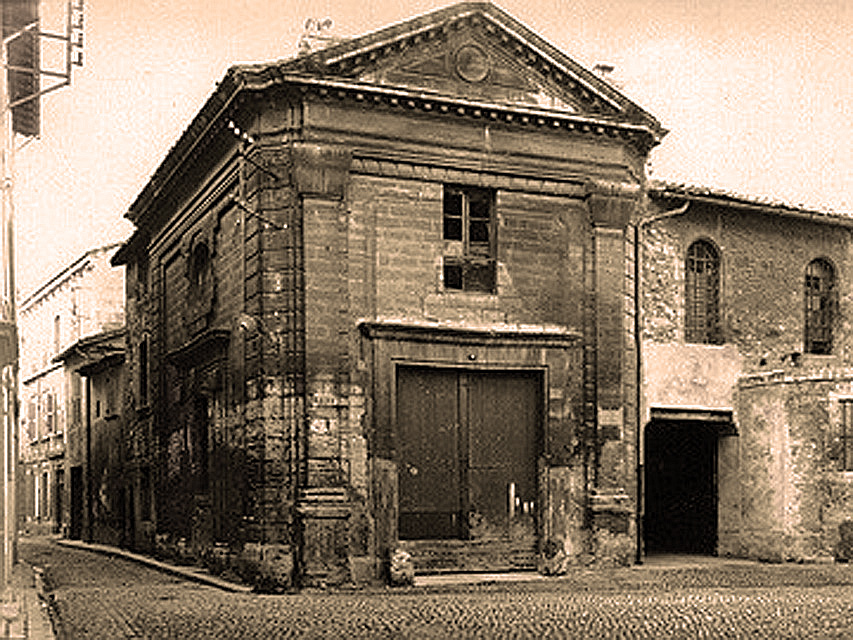
Kapelle der Violetten Büßer, fotografiert von Jean Péru

Die Prozession mit dem größten Zulauf war die der Weißen Büßer, an der Henri III. 1575 teilnahm. Frédéric Mistral lieferte folgende Beschreibung: 

„Die Büßer hatten ihren Ausgang nach Sonnenuntergang im Scheine der Fackeln. Eingehüllt in Kapuze und Kukulle marschierten sie Stück für Stück vorbei, wie Geister. In den Armen trugen sie Tabernakel, Reliquien, Räuchergefäße, die einen ein riesiges Auge mit einem Dreieck, andere eine große Schlange, die sich um einen Baum wickelt.“

Eine andere Prozession war die „Befreiungszeremonie“, die jedes Jahr von den „Schwarzen der Barmherzigkeit“ organisiert wurde, um die Begnadigung eines zum Tode Verurteilten zu feiern, an der auch Kardinal Richelieu während seines Exils in Avignon von 1618 bis 1619 teilnahm.

## Französische Revolution bis 19. Jahrhundert

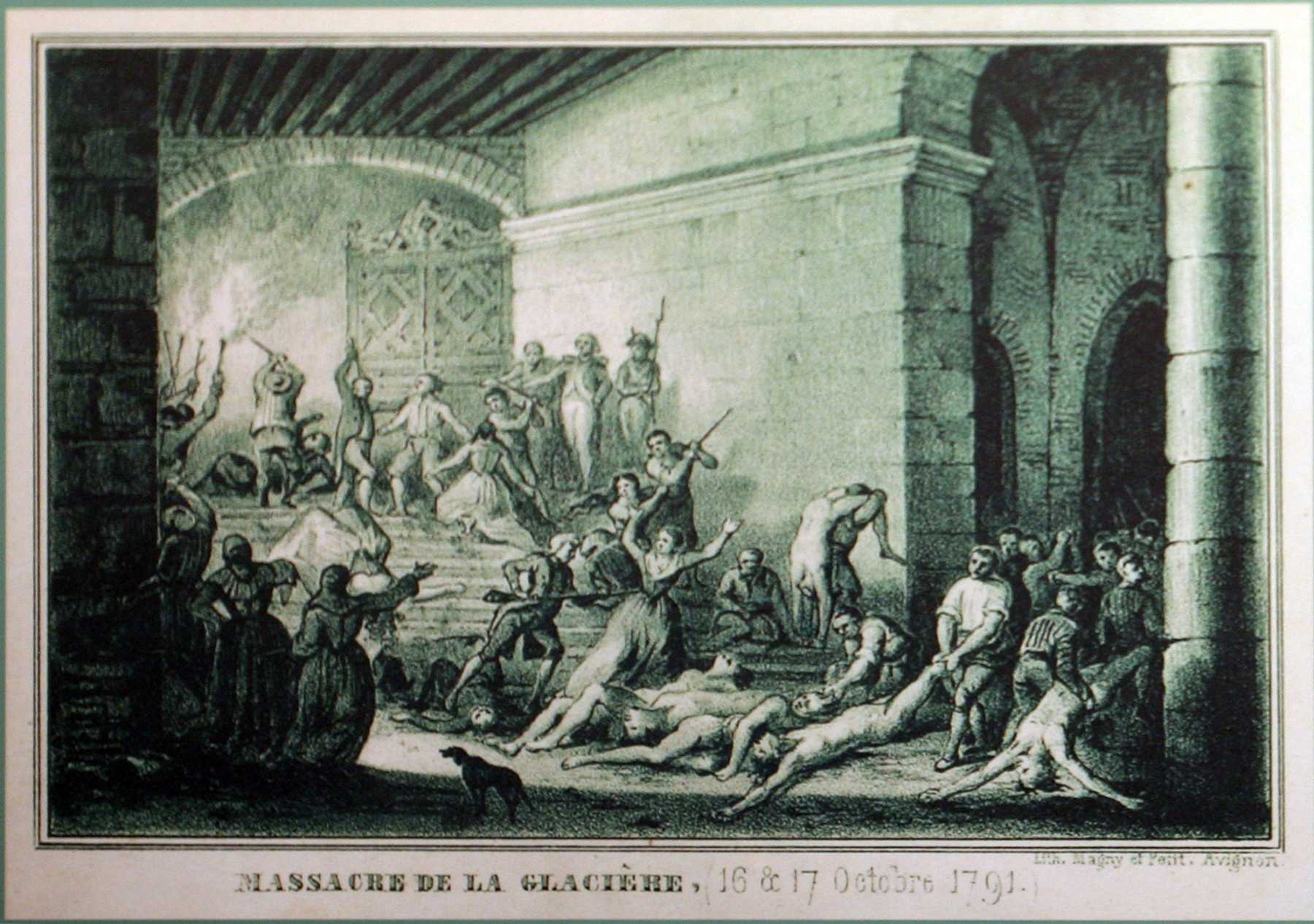
Massacre de la Glacière, im Inneren des Palastes (1844).

Am 12. September 1791 stimmte die verfassungsgebende Nationalversammlung über die Annektierung von Avignon und der Wiedervereinigung der Grafschaft Venaissin mit dem Königreich von Frankreich ab, was ein Referendum zur Folge hatte, das den Einwohnern der Grafschaft vorgelegt wurde.
In der Nacht vom 16. auf den 17. Oktober 1791 fand nach der Lynchung des Beamten Nicolas Jean-Baptiste Lescuyer durch die Menschenmenge, der zu Unrecht verdächtigt wurde Kirchengüter in Besitz zu nehmen, das Massacre de la Glacière statt. Dieses stellte eine schwarze Episode in der Geschichte der Stadt dar. Sechzig Personen wurden insgesamt hingerichtet und in den untersten Teil des Tour de la Glacière vom Papstpalast geworfen.
Am 7. Juli 1793 marschierten die föderalistischen Aufständischen von General Rousselet in Avignon ein. Bei der Überquerung der Durance zur Besetzung der Stadt durch die marseillaisischen Truppen wurde Joseph Agricol Viala getötet, der später als Revolutionsheld verehrt wurde. Am 25. Juli tauchte General Carteaux vor der Stadt auf, die am nächsten Tag Rousselets Truppen verließen, als Folge einer Fehldeutung der Befehle aus Marseille.
Bei der Gründung des Départements Vaucluse am 12. August 1793 wurde die Stadt chef-lieu. Diese Wiedervereinigung wurde 1797 durch den Vertrag von Tolentino bestätigt. Am 7. Vendémiaire Jahr IV eroberte der Chevalier von Alexandre Mottard de Lestang für die Royalisten mit einer Truppenstärke von 10000 Mann die Stadt. Der Représentant en mission Boursault eroberte die Stadt wieder zurück und ließ Lestang erschießen.
Während der Revolution und 1815 war Avignon unglücklicher Schauplatz des Terreur blanche, bei dem es am 2. August 1815 zur Ermordung von Marschall Brune kam.
Zwischen 1820 und 1830 erhielt Avignon die Île de la Barthelasse, die zuvor zu Villeneuve gehörte.

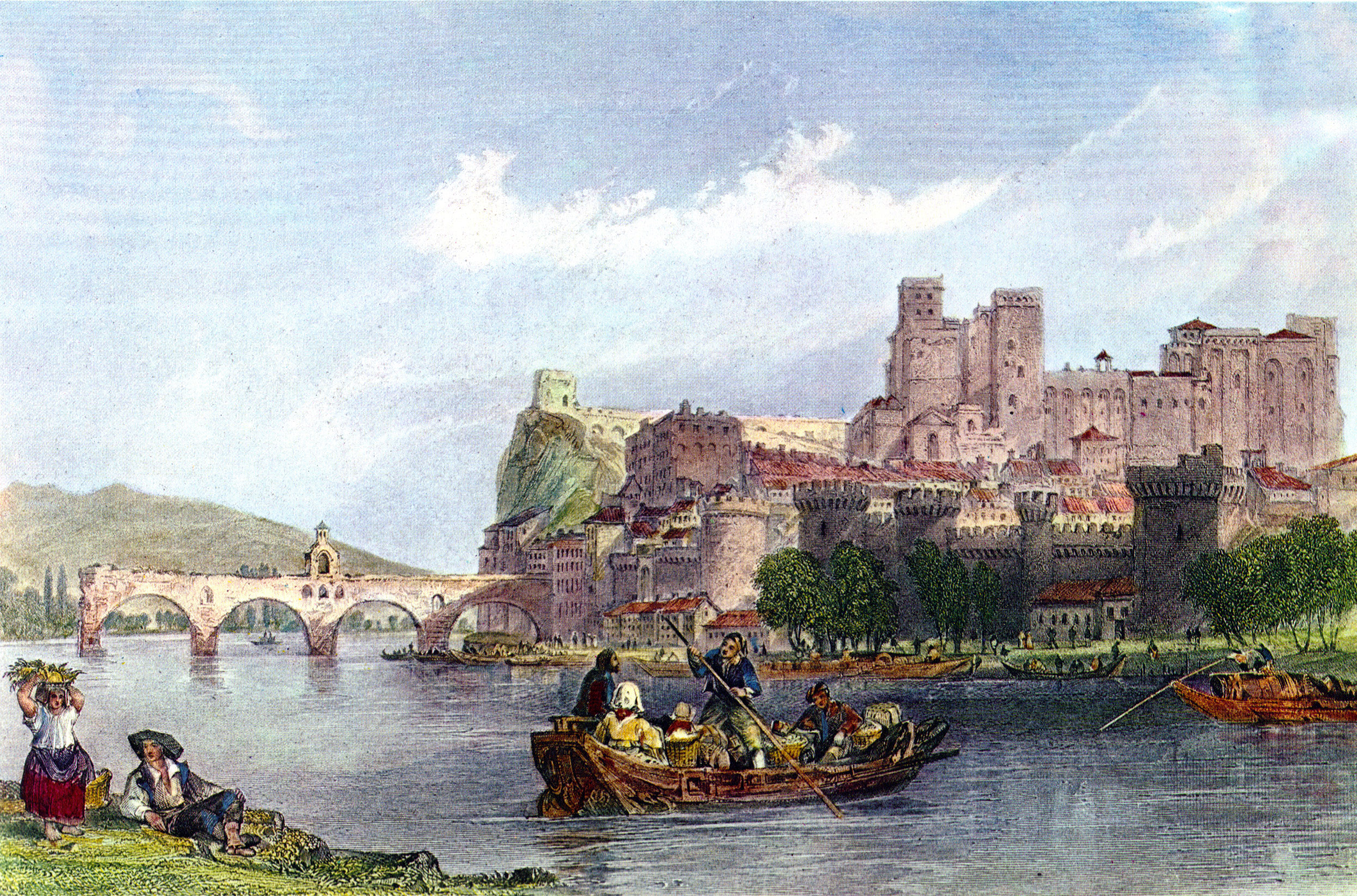
Boote in Avignon um 1840. Zeichnung von Thomas Allom, Kupferstich von E. Brandard.

Am 18. Oktober 1847 wurde die Eisenbahnstrecke Avignon–Marseille durch die Compagnie du chemin de fer de Marseille à Avignon eröffnet. 1860 wurde der heutige Bahnhof Gare d’Avignon-Centre gebaut. Im November 1898 wurde das Straßenbahnnetz der Compagnie des Tramways Électriques d’Avignon in Betrieb genommen, die die ehemalige Gesellschaft für Pferdebahntransporte als Nachfolger ablöste.
Während des Staatsstreiches vom 2. Dezember 1851 hielten sich die Avignonesen, darunter Alphonse Gent, auf Seite der Opposition.
1856 wurde Avignon von einem außergewöhnlichen Hochwasser der Durance überflutet.

## 20. Jahrhundert bis heute

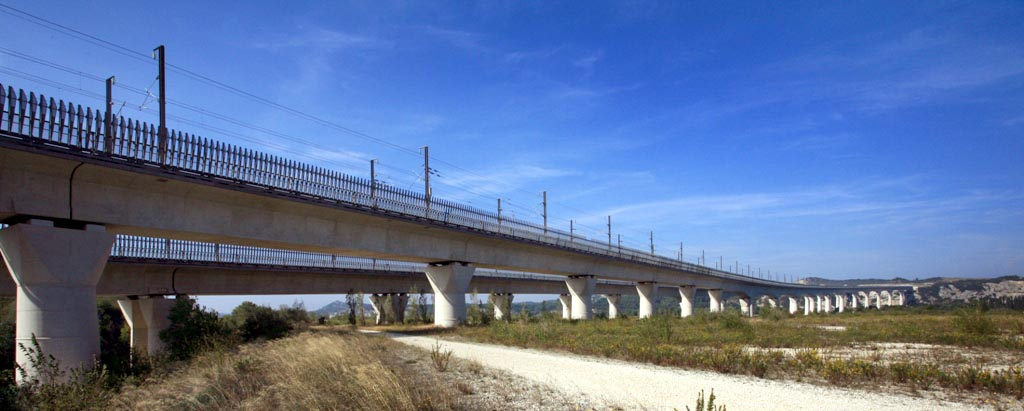
Das Doppelviadukt von Angles, Überführung des LGV Méditerranée über die Rhône.

Das 20. Jahrhundert erlebte eine wichtige Entwicklung der Stadt, vor allem in den Außenbezirken, zudem wurden mehrere wichtige Projekte ins Leben gerufen. Zwischen 1920 und 1975 verdoppelte sich die Bevölkerungszahl praktisch, trotz der Abspaltung von Le Pontet 1925 und des Zweiten Weltkrieges.
1937 wurde der Flugplatz von Avignon-Caumont errichtet, der zu einem Flughafen wurde und seit dem Beginn der 1980er Jahre einen wichtigen Aufschwung erlebte. Es kam zur Eröffnung internationaler Flugstrecken, zum Bau eines neuen Towers und zur Verlängerung der Start- und Landebahn.
Nach dem Zweiten Weltkrieg wurde Avignon am 11. November 1948 mit dem Croix de guerre mit Silberstern ausgezeichnet. Die Stadt erholte sich, entwickelte ihr 1947 eingeführtes Festival, renovierte ihre Denkmäler und förderte Tourismus und Handel.
1977 war sie Preisträger des Europapreises, der vom Europarat verliehen wird.
1996 startete das Projekt der Bahnstrecke LGV Méditerranée, die durch die Gemeinde und über die Rhône führen sollte. Von 1998 bis 2001 wurde der Bahnhof Gare d'Avignon TGV gebaut.

## Militärleben

### Kasernen

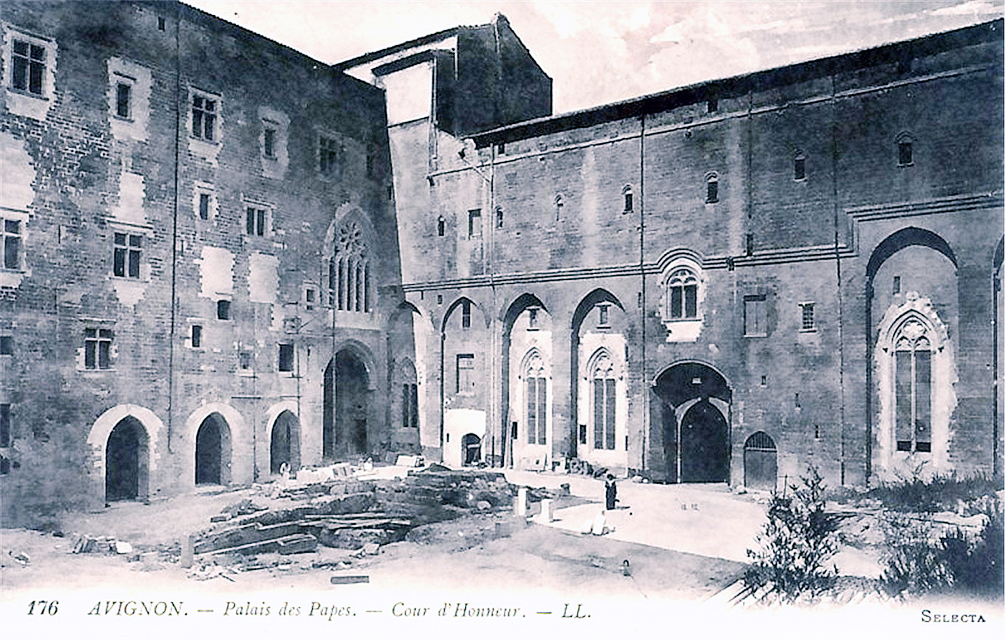
Ehemalige Duprat-Kaserne im Ehrenhof des Papstpalastes 1919.

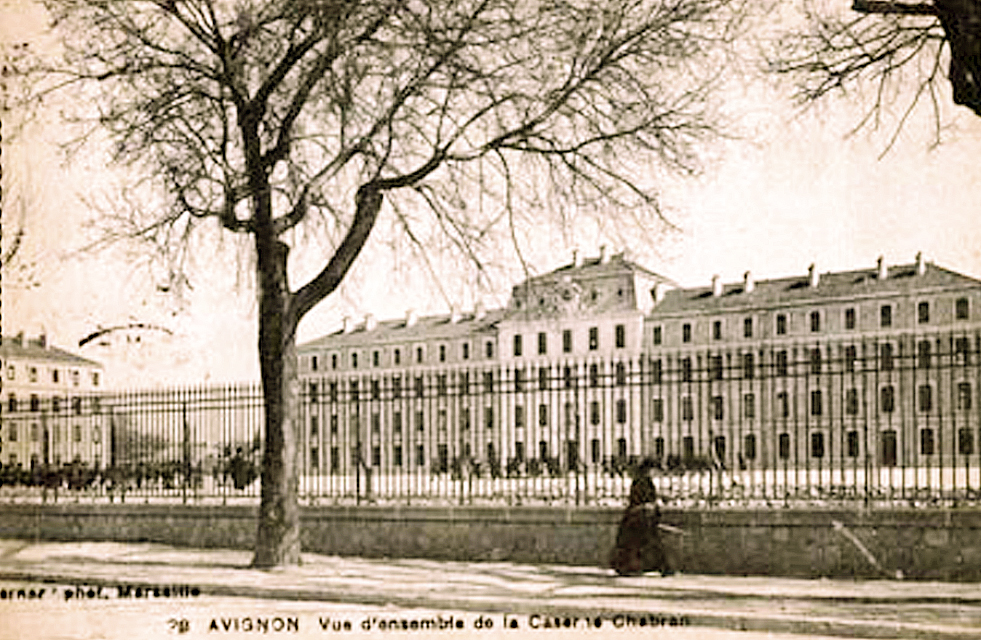
Chabran-Kaserne.

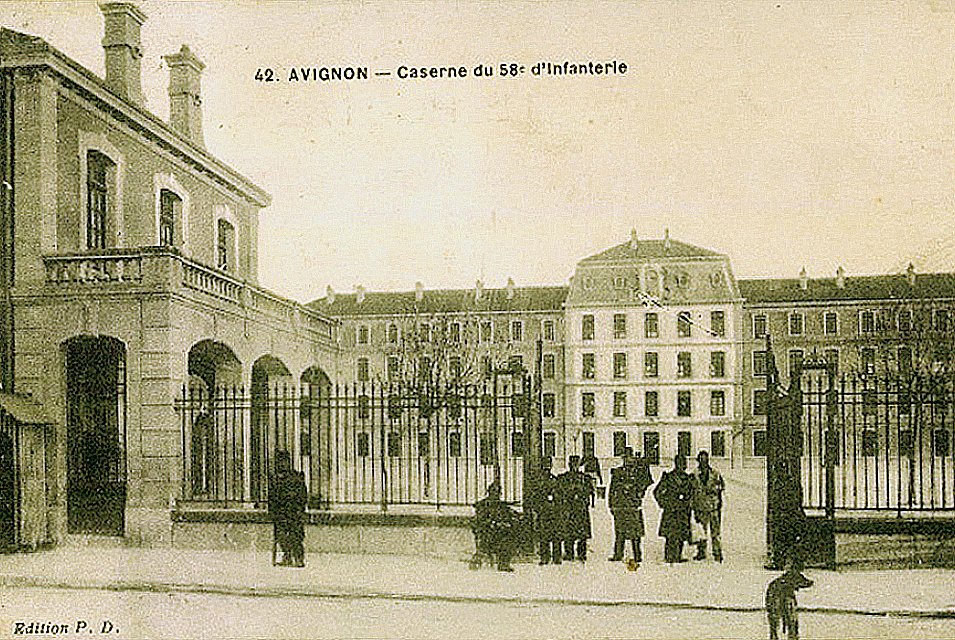
Kaserne des 58. Infanterie-Regiments.

Ein Teil des Papstpalastes wurde nach der Französischen Revolution als Kaserne für Pioniertruppen genutzt. Danach richtete sich dort von 1881 bis 1900 ein Regiment der Infanterie ein. Das Militärkommando benannte den Palast damals in „Duprat-Kaserne“ um, zu Ehren von Jean Étienne Benoît Duprat, dem ehemaligen Oberst der Nationalgarde von Avignon, der General des französischen Kaiserreichs wurde und in der Schlacht bei Wagram fiel.
Unter Napoleon III. schlug Eugène Viollet-le-Duc eine Restaurierung des Gebäudes vor, um dieses den Status eines historischen Denkmals zurückzugeben, was aber ohne Erfolg blieb. Das Projekt begann 1860, der Krieg von 1870 verhinderte jedoch die Fertigstellung und rettete somit die Zerstörung des Gewölbes im Großen Audienzsaal, das entfernt werden sollte. Der Standort blieb vorerst militärisch.
Zur Jahrhundertwende, gut sechzig Jahre nachdem Charles de Montalembert seine Vandalisme en France, lettre à M. Victor Hugo schrieb, blieb der Palast in einem sehr schlechten Zustand. Die beiden Türme der Hauptfassade wurden entfernt, die Innenräume waren durch Geröll der militärischen Besetzung versperrt, Statuen waren zerbrochen, Fenster und Türen ohne jeglichen Respekt vor der Architektur geöffnet, wie zum Beispiel am Portal der großen Kapelle, bei der Pioniertruppen eine Tür durchbrachen.
Der Palast blieb bis 1902 in Militärbesitz. Als Ausgleich für eine Verlegung der Truppen musste von der Stadt eine neue Kaserne außerhalb der Stadtmauern, die „Chabran-Kaserne“, gebaut werden. Sie wurde die Kaserne des 58. Infanterie-Regiments und ist zurzeit Sitz der Präfektur. Im September 1906 verließen die Truppen den Palast.
Innerhalb der Stadtmauern befindet sich in der heutigen cours Jean Jaurès die „Kaserne von Hautpoul“. Sie war die ehemalige Kaserne der 7. Pioniere und wurde dort eingerichtet, wo sich vorher die ehemaligen Klöstergärten der Cölestiner befanden. Sie wurde gegen 1865 fertiggestellt und ist zurzeit Sitz der Finanzverwaltung von Avignon.
Außerhalb der Stadtmauern befindet sich am boulevard Saint-Roch die caserne de Salles, eine ehemalige Kaserne der Kavallerie. Sie dient nun als Polizeirevier und war vor langer Zeit ein Krankenhaus für Pestkranke, das später umgebaut worden ist.

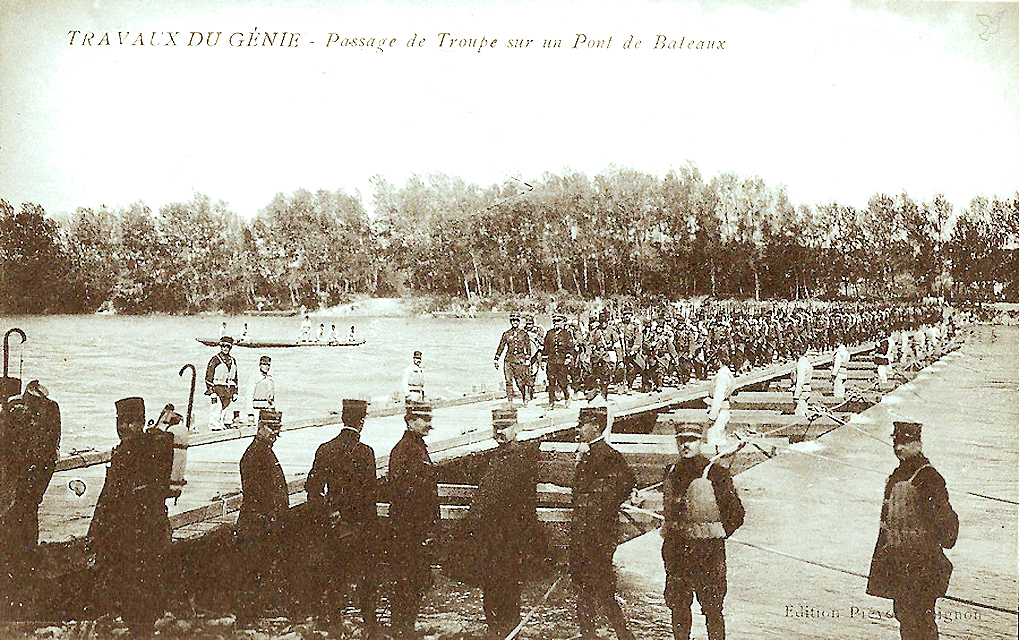
Kompanie des 7. Pionier-Regiments auf einer Pontonbrücke.
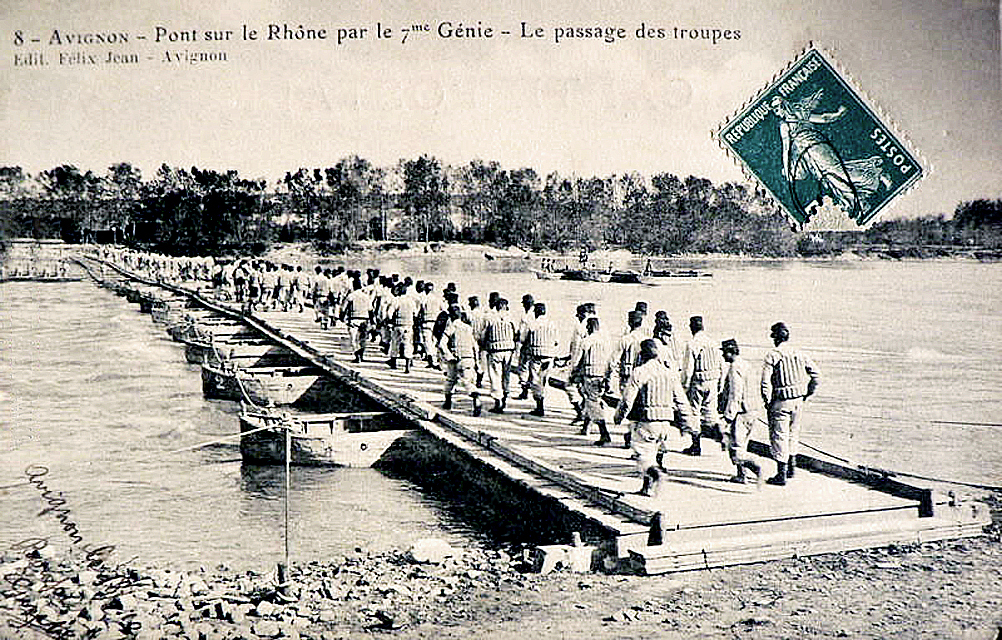
7. Pioniertruppen überqueren die Rhone.
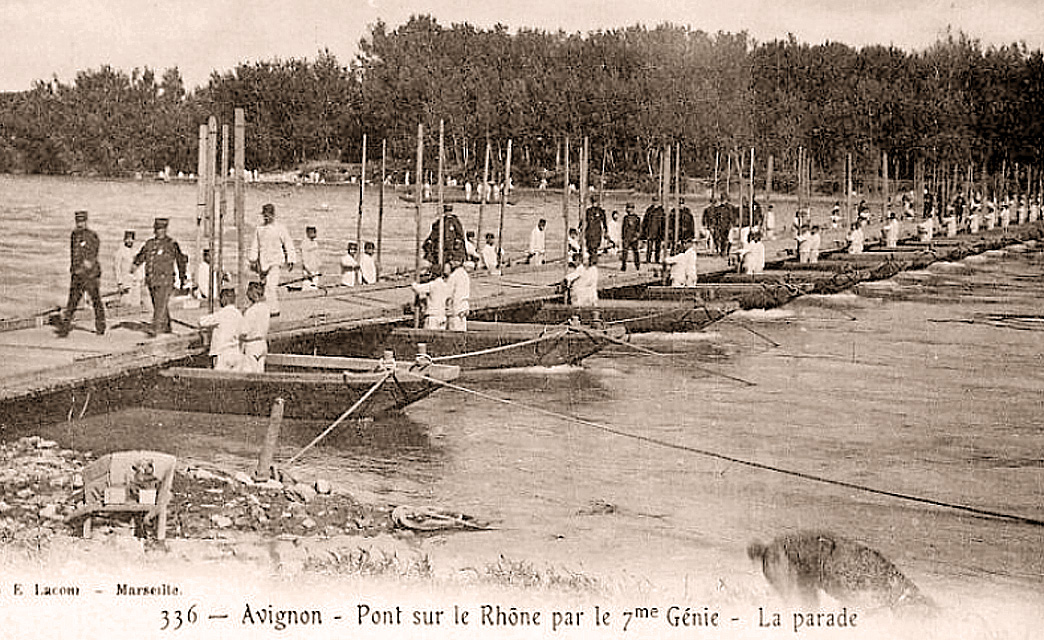
Parade der 7. Pioniere über die Rhone.
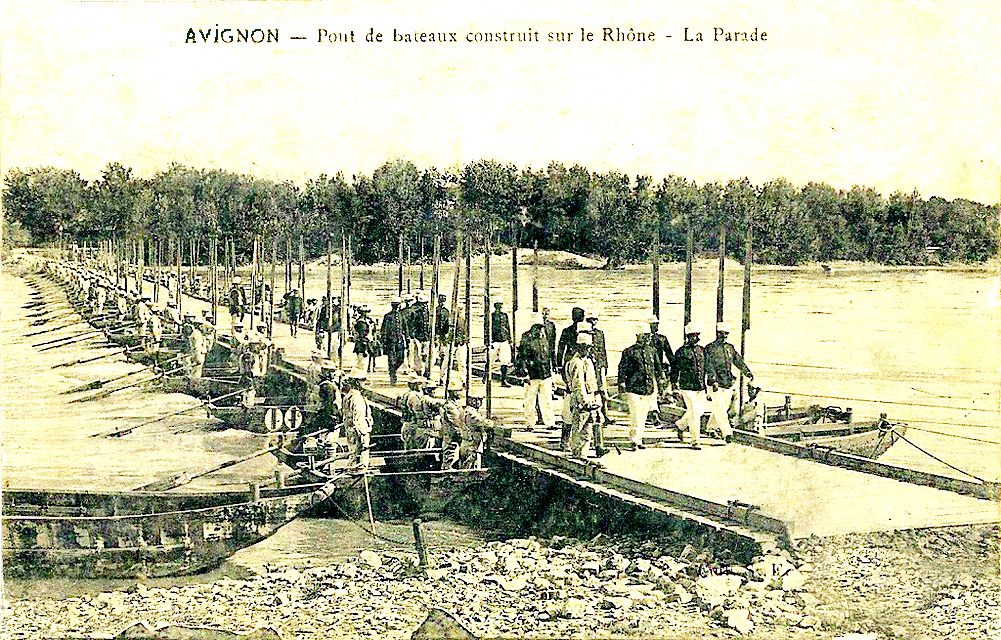
Pontonbrücke der 7. Pioniere über die Rhone.
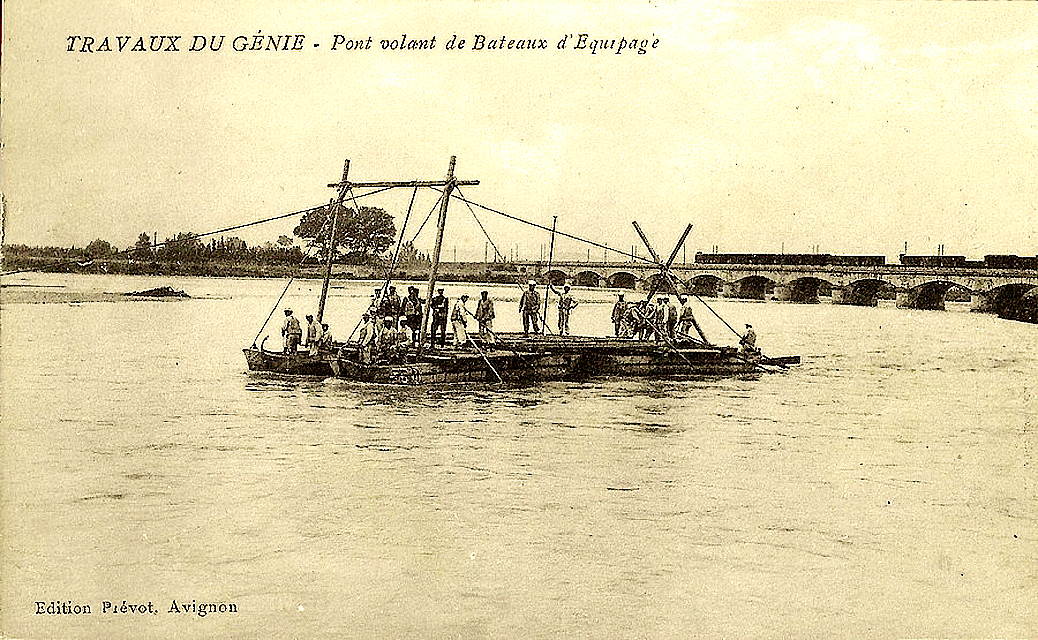
Loser Ponton mit Besatzung.

### Liste der in Avignon stationierten Militäreinheiten
Regimenter der Infanterie
- 118. Territoriales Infanterie-Regiment (RIT): unter Befehl von Oberstleutnant Nanta. In Avignon: Mobilmachung zwischen dem 2. und 5. August 1914, Rückkehr zwischen dem 5. März und 7. Mai 1918[87]
- 258. Infanterie-Regiment: Reserve-Regiment des 58., 1916 infolge der Angriffe an der Front aufgelöst[88]
- 58. Infanterie-Regiment:[89] 1914 unter Befehl von Oberst Jaguin[90]

Pionier-Regimenter
- 1. Regiment der Pontonier-Artillerie: wurde nach der Stationierung in die Kaserne von Hautpoul zum 7. Pionier-Regiment.[85] Zusammenschluss des 23. und 24. Brückenbau-Bataillons zu Beginn des Ersten Weltkrieges und später Aufnahme des 15. Pionier-Bataillons.[91]
- 19. Pionier-Bataillon, 1906 in Avignon stationiert.

Regimenter der Pferdjäger
- 11. Pferdjäger-Regiment, 1870 in Avignon stationiert
- 5. Pferdjäger-Regiment, das seit 1675 existiert und 1816 in Avignon als Régiment de Chasseurs du Cantal neu gegründet wurde

Andere Regimenter
- 27. Regiment algerischer Tirailleure
- 8. Husaren-Regiment, 1798 in Avignon stationiert[92]